# Leucosalpa grandiflora
Leucosalpa grandiflora är en snyltrotsväxtart som beskrevs av Jean-Henri Humbert. Leucosalpa grandiflora ingår i släktet Leucosalpa och familjen snyltrotsväxter. Inga underarter finns listade i Catalogue of Life.